# Stellau (Wandse)
|  | Per a altres significats, vegeu «Stellau». |

L'Stellau és un riu dels estats d'Hamburg i de Slesvig-Holstein a Alemanya. Neix al nucli del mateix nom Stellau al municipi de Barsbüttel i desemboca al Wandse a HH-Rahlstedt.

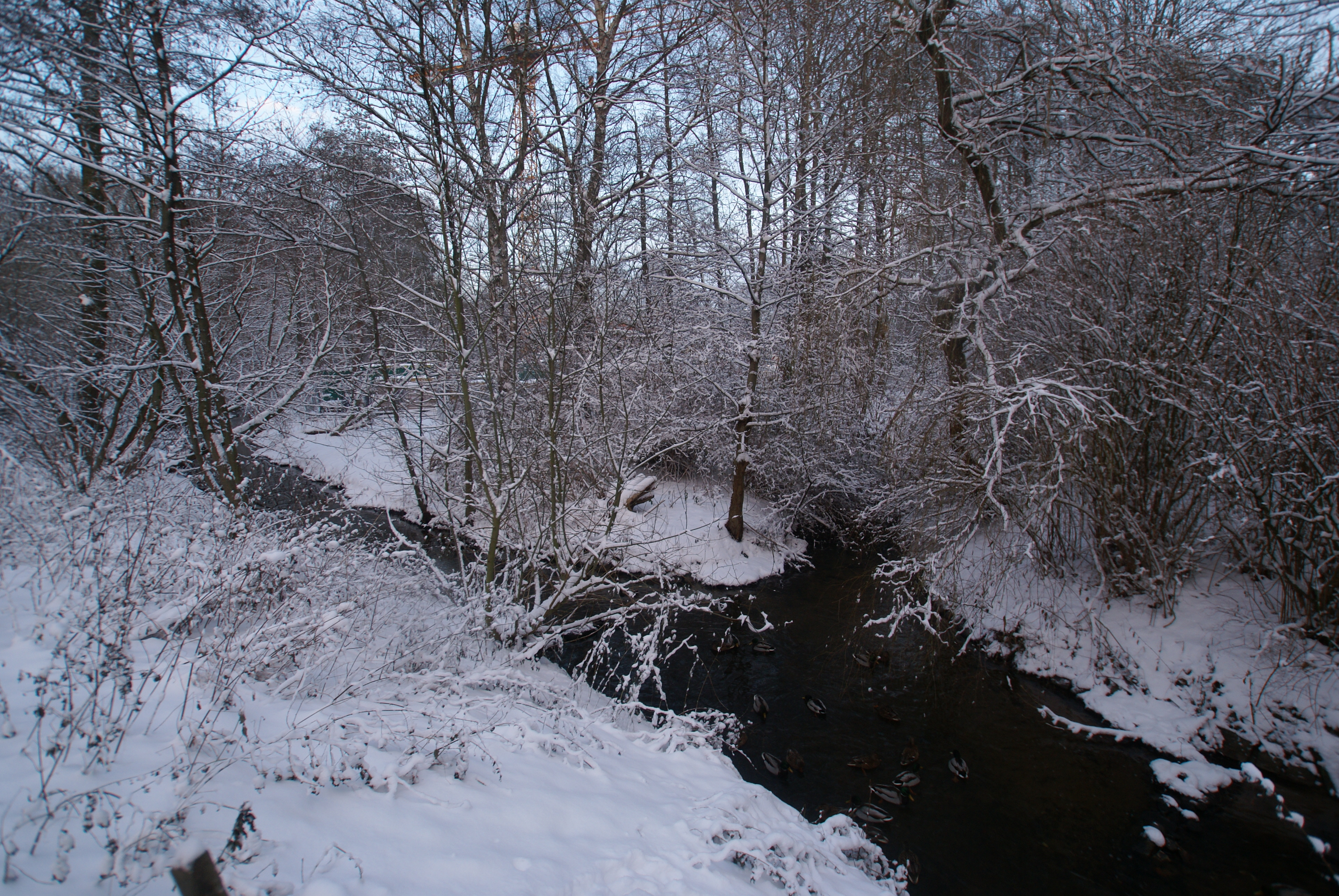
Aiguabarreig de l'Stellau i del Wandse

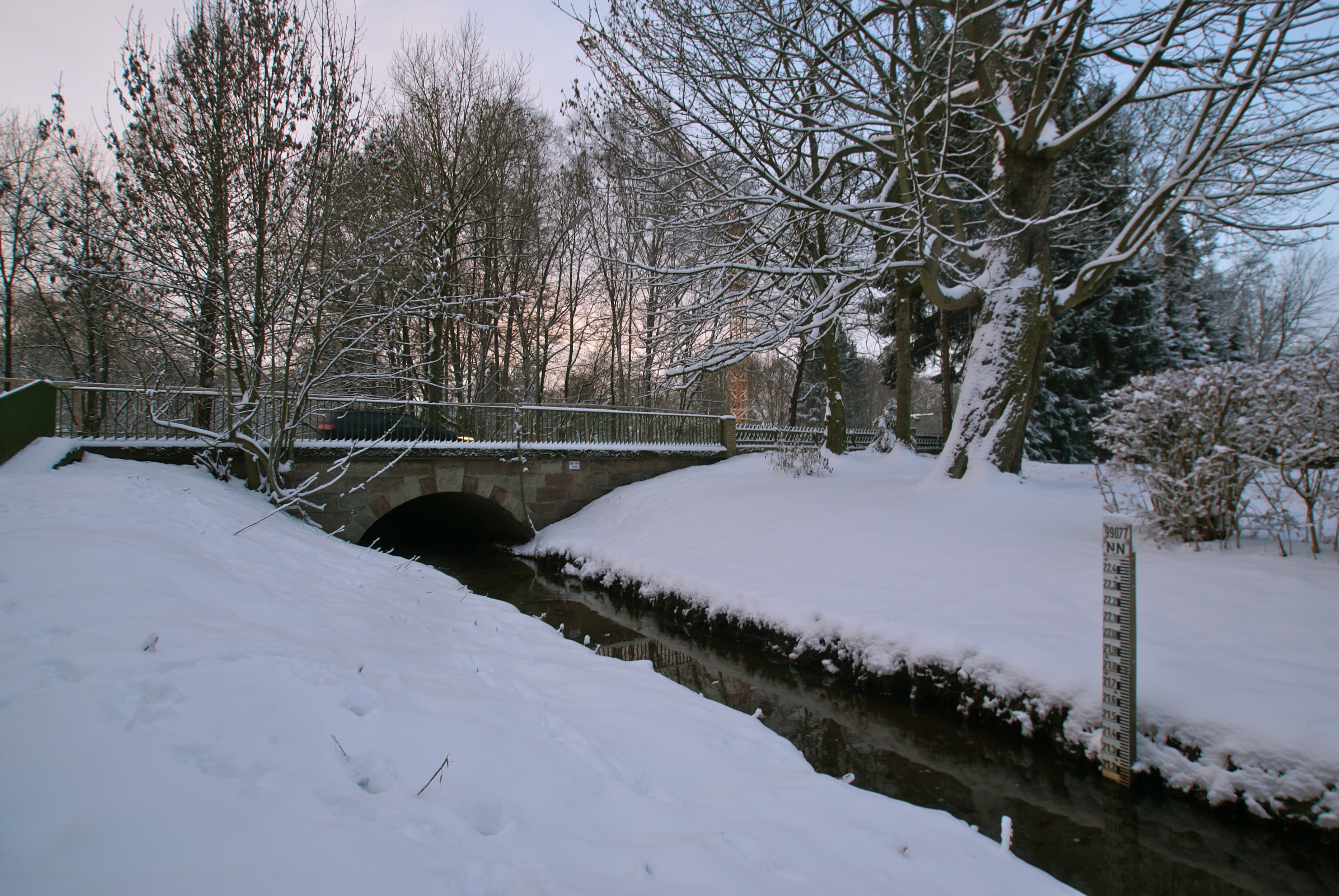
Pont al Stellau al carrer Rahlstedter Straße

Des de l'autopista E22 el riu va ser denaturat, rectificat i parcialment entubat i no queda molt del biòtop ric que va ser antany. Diversos associacions per a la protecció de la natura actuen per a renaturalitzar el riu.